# Chengdu Open
Chengdu Open este un turneu profesionist de tenis masculin, care se joacă la Chengdu, China, pe terenuri cu suprafață dură, în aer liber. Prima ediție a avut loc în 2016, face parte din seria ATP World Tour 250 și a înlocuit evenimentul ATP Malaysian Open.

## Rezultate

### Simplu
| An        | Campion                                | Finalist                               | Scor                                   |
| --------- | -------------------------------------- | -------------------------------------- | -------------------------------------- |
| 2016      | Karen Khachanov                        | Albert Ramos-Viñolas                   | 6–7(4–7), 7–6(7–3), 6–3                |
| 2017      | Denis Istomin                          | Marcos Baghdatis                       | 3–2 ret.                               |
| 2018      | Bernard Tomic                          | Fabio Fognini                          | 6–1, 3–6, 7–6(9–7)                     |
| 2019      | Pablo Carreño Busta                    | Alexander Bublik                       | 6–7(5–7), 6–4, 7–6(7–3)                |
| 2020 2022 | Anulat din cauza pandemiei de COVID-19 | Anulat din cauza pandemiei de COVID-19 | Anulat din cauza pandemiei de COVID-19 |
| 2023      | Alexander Zverev                       | Roman Safiullin                        | 6–7(2–7), 7–6(7–5), 6–3                |
| 2024      | Shang Juncheng                         | Lorenzo Musetti                        | 7–6(7–4), 6–1                          |

### Dublu
| An        | Campioni                               | Finaliști                               | Scor                                   |
| --------- | -------------------------------------- | --------------------------------------- | -------------------------------------- |
| 2016      | Raven Klaasen Rajeev Ram               | Pablo Carreño Busta Mariusz Fyrstenberg | 7–6(7–2), 7–5                          |
| 2017      | Jonathan Erlich Aisam-ul-Haq Qureshi   | Marcus Daniell Marcelo Demoliner        | 6–3, 7–6(7–3)                          |
| 2018      | Ivan Dodig Mate Pavić                  | Austin Krajicek Jeevan Nedunchezhiyan   | 6–2, 6–4                               |
| 2019      | Nikola Čačić Dušan Lajović             | Jonathan Erlich Fabrice Martin          | 7–6(11–9), 3–6, [10–3]                 |
| 2020 2022 | Anulat din cauza pandemiei de COVID-19 | Anulat din cauza pandemiei de COVID-19  | Anulat din cauza pandemiei de COVID-19 |
| 2023      | Sadio Doumbia Fabien Reboul            | Francisco Cabral Rafael Matos           | 4–6, 7–5, [10–7]                       |
| 2024      | Sadio Doumbia Fabien Reboul            | Yuki Bhambri Albano Olivetti            | 6–4, 4–6, [10–4]                       |